# António Reis
António Reis (Valadares Porto, 10 settembre 1927 – Valadares Porto, 2 aprile 1991) è stato un regista, attore e poeta portoghese.

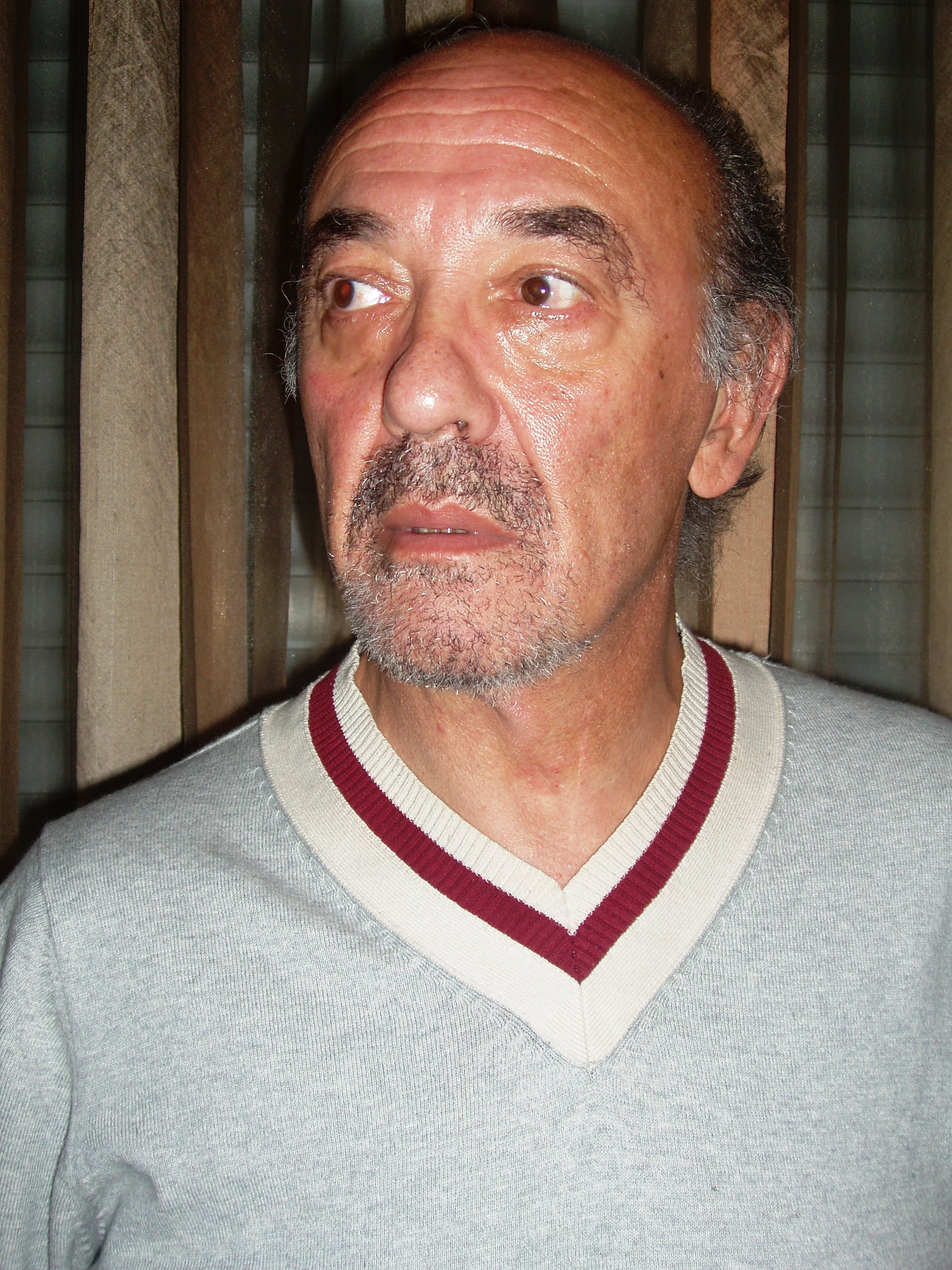
António Reis

L'attività artistica di António Reis va dalle Belle Arti, fu pittore e scultore, alla letteratura, al cinema. Cineamatore, è stato assistente alla regia di Manoel de Oliveira in Atto di primavera. I suoi film sono stati fatti, ad eccezione di Jaime,  in collaborazione con Margarida Cordeiro, in un sodalizio segreto e personale che soltanto la poesia rende possibile. Il caso di Jaime Fernandes dal punto di vista clinico fu comunque «segnalato a Reis dalla moglie, che in quell'ospedale», il Miguel Bombarda di Lisbona, «aveva lavorato come psichiatra subito dopo la morte di Jaime, nel 1969». Le immagini delle sue opere cinematografiche scorrono lente ed evocative di una visione e di una storia condivisa con Margarida che racconta: «Il nostro cinema era il risultato delle nostre esperienze, e le cose della vita sono fortemente emotive».

## Essenzialità dell'immagine
Dal 1977 António Reis insegna Spazio Filmico presso la Escola de cinema de Lisbona dove approfondisce l'approccio all'essenzialità dell'immagine. Un suo allievo racconta come un proprio lavoro di tre minuti fosse analizzato da Reis: «nell'angolo di una inquadratura compariva un ramo agitato dal vento. Antonio vi mise la mano sopra, "cancellandolo" dall'immagine, e ci mostrò come la sequenza fosse più "secca", non decorativa». Questa concezione visiva avvicina il regista all'artista Dubuffet quando dichiara che predilige non l'aspetto pittoresco della rappresentazione della realtà, ma la messa a nudo della carreggiata più povera, di un pavimento sporco, della terra polverosa. Questa è la poetica visiva che si ritroverà nei tre lungometraggi realizzati, particolarmente in Trás-os-Montes. Per quanto riguarda Jaime, si tratta di un documentario dedicato a Jaime Fernandes, internato nell'Ospedale psichiatrico Miguel Bombarda dal 1930, i cui disegni prodotti incessantemente con penna a sfera e matita ne hanno fatto un esponente in Portogallo dell'Art Brut.

## Cineasta etnografo poeta
Fin dagli anni Cinquanta Reis, finito il Liceo a Porto, è impegnato nella propria formazione autodidatta nel campo della pittura e della scultura e partecipa, in collaborazione con la scuola superiore di Belle Arti, a un progetto educativo nei quartieri di Porto più popolari. Nel 1959 è tra i produttori di O Auto da Floripes del regista António Lopes Fernandes.

## Il montaggio
In un'intervista a João César Monteiro Reis, per quanto riguarda il raccordo tra le immagini in Jaime, «dichiara di essersi ispirato alla gag di Buster Keaton» dove vediamo come «il significato immediato di ogni inquadratura sia immediatamente distrutto dal gioco di associazioni e contraddizioni che si stabilisce tra loro. (...) mi sembra che ci sia un po' di quello che Keaton faceva con le "gag": il film scappa costantemente di mano». Tale tipo di montaggio permette di avvicinarsi alla dimensione del sogno e Buster Keaton in un'intervista lo illustra chiaramente a proposito del film Sherlock Junior: «Un proiezionista si addormenta e si vede sullo schermo in mezzo ai protagonisti del film che sta proiettando. Ho dovuto allora creare delle corrispondenze tra i personaggi dello schermo e quelli della vita reale del proiezionista». Tale «dialettica degli sguardi e decostruzione del racconto classico», come scrive Federico Pierotti, caratterizza tutta l'opera di Reis e Cordeiro, dove le relazioni di somiglianza e di contrasto funzionano «sul piano plastico, poetico e simbolico» (p.117).

## Filmografia

### Regista

#### Lungometraggi
- Trás-os-Montes  (1976), Margarita Cordeiro co-regista
- Ana (1985),  Margarita Cordeiro co-regista
- Rosa de Areia (1989),  Margarita Cordeiro co-regista

#### Documentari
- Jaime   (1974)

### Sceneggiatore
- Mudar de vida  (1966) regia di Paulo Rocha

### Attore
- La valle del peccato (1993), regia di Manoel de Oliveira
- Lo strano caso di Angelica (2010), regia di Manoel de Oliveira

### Poeta
- Poemas Quotidianos (1967), Margarita Cordeiro co-autore